# 鸭公岛
鸭公岛位于南中国海西沙群岛永乐群岛北部，全富岛东南1海里，面积0.01平方公里，海拔3米。鸭公岛处于全富岛所在礁盘与银屿所在礁盘之间的“银屿门”的通路上，岛由礁石构成，岛中有一个随海潮涨落的小湖。中国渔民向称“鸭公屿”、“鸭公岛”。1983年中华人民共和国中国地名委员会公布的标准名称为“鸭公岛”。岛上常有中国渔民搭建简易房子驻守。设有“中国·西沙鸭公岛警务区”的警务碑。
鸭公岛现由中华人民共和国政府实际控制，行政上划归海南省三沙市西沙区管辖。归属海南省三沙市西沙区永乐群岛管理委员会鸭公社区管辖。越南政府亦声称拥有其主权。